# It's My War
It's My War es el álbum debut de la cantante Azerí, Safura Alizade. Fue grabado en Suecia y contiene 13 temas.

## Lista de canciones
1. "Drip Drop" (Album Version) 3:41
2. "March On" 3:14
3. "Runaway" 3:41
4. "Something Bigger" 3:07
5. "Glass House" 3:15
6. "From Her, From Love" 3:25
7. "Too Many Times" 4:15
8. "Gonna Let You Know" (Album Version) 3:35
9. "Soulless" (Album Version) 3:09
10. "That Means You Don't" 3:33
11. "It's My War" 4:21
12. "Drip Drop" (St. Destiny Remix ft. Maverick) 4:56
13. "Drip Drop" (Success Remix ft. Pérez & Radomir) 3:32

## Lanzamientos
| Region      | Date                | Label           | Format               |
| ----------- | ------------------- | --------------- | -------------------- |
| Austria     | 18 de junio de 2010 | Zaphire (Alive) | CD, Descarga Digital |
| Azerbaiyán  | 18 de junio de 2010 | Zaphire Music   | CD                   |
| Alemania    | 18 de junio de 2010 | Zaphire (Alive) | CD, Descarga Digital |
| Grecia      | 18 de junio de 2010 | Zaphire Music   | Descarga Digital     |
| Noruega     | 18 de junio de 2010 | Zaphire Music   | Descarga Digital     |
| Suecia      | 18 de junio de 2010 | Zaphire Music   | Descarga Digital     |
| Suiza       | 18 de junio de 2010 | Zaphire (Alive) | CD, Descarga Digital |
| Reino unido | 18 de junio de 2010 | Alive           | Descarga Digital     |